# Marvin Pourié
Marvin Pourié (Werne, 8 januari 1991) is een Duits voetballer. Hij startte zijn carrière bij de voetbalploeg Schalke 04. Hij werd onder andere gehuurd door de Belgische voetbalploeg SV Zulte Waregem. Momenteel speelt hij bij de Duitse ploeg Karlsruher SC.

## Carrière
Pourié speelde bij de U18 van Duitsland. Hij speelde negen wedstrijden en scoorde drie goals.
Op 5 januari 2009 vertrok Pourié naar de Duitse voetbalploeg Schalke 04. Dit contract liep tot 30 juni 2013.
Hij werd op het einde van seizoen 2010-2011 uitgeleend naar de Duitse 2. Bundesliga club 1860 München.
De algemene directeur van Schalke 04 had volgende lovende woorden over Pourié: "Marvin is een getalenteerde speler die nu wat matchoefeningen op een hoger niveau krijgt. Het doel is dat hij zijn weg vindt in het professionele spel en hopelijk komt het goed. Schalke en 1860 München zijn geweldige clubs met een lange traditie. Ik ben blij dat de verhuizing heeft plaatsgevonden. Mijn doel is om zoveel mogelijk wedstrijden te spelen."
Pourié maakte zijn professionele debuut bij de wedstrijd 1860 München tegen Hamburger SV.
In juni 2011 tekende Pourié een driejarig contract met Silkeborg IF en verhuisde daarmee naar de Superligaen. Hij maakte in zijn voetbalcarrière bij Silkeborg 23 goals.
In juli 2013 tekende Pourié een vierjarig contract met FC Kopenhagen, na twee jaar voor Silkeborg IF te hebben gespeeld. In Kopenhagen kreeg hij de kans om de topspits te worden.
Op 27 januari kwam Pourié tot een akkoord met de Belgische voetbalclub SV Zulte Waregem. Hij werd geleend tot de zomer van 2014. Hij maakte zijn debuut voor SV Zulte Waregem op 29 januari, zijn enige doelpunt voor SV Zulte Waregem was in een cupmatch tegen KAA Gent.
Na zijn periode bij SV Zulte Waregem werd hij uitgeleend naar SønderjyskE. Op 21 mei 2015 scoorde Pourié een hattrick.
In augustus 2015 werd hij opnieuw uitgeleend, dit keer aan FK Oefa.
Van 2016 tot 2018 speelde hij voor Randers FC.
Momenteel speelt hij bij de Duitse ploeg Karlsruher SC. Zijn contract loopt tot 2019.